# Fusible
En la electricidad, se denomina fusible a un componente constituido por un soporte adecuado y un filamento o lámina de un metal o aleación de bajo punto de fusión que se intercala en un punto determinado de una instalación eléctrica para que se funda (por efecto Joule) cuando la intensidad de corriente supere (por un cortocircuito o un exceso de carga) un determinado valor que pudiera hacer peligrar la integridad de los conductores de la instalación con el consiguiente riesgo de incendio o destrucción de otros elementos.

## Datos generales
El fusible eléctrico, denominado inicialmente aparato de energía y de protección contra sobrecarga de corriente eléctrica por fusión, es el componente más antiguo de protección contra posibles fallos en circuitos eléctricos, apareciendo las primeras citas bibliográficas en el año 1774, momento en el que se le empleaba para proteger a condensadores de daños frente a corrientes de descarga de valor excesivo. Durante la década de 1880 es cuando se reconoce su potencial como dispositivo protector de los sistemas eléctricos, que estaban recién comenzando a difundirse. Desde ese momento, hasta la actualidad, los numerosos desarrollos y la aparición de nuevos diseños de fusibles han avanzado al paso de la tecnología, y es que, a pesar de su aparente simplicidad, este dispositivo posee en la actualidad un muy elevado nivel tecnológico, tanto en lo que se refiere a los materiales usados como a las metodologías de fabricación. El fusible coexiste con otros dispositivos protectores, dentro de un marco de cambios tecnológicos muy acelerados que lo hacen aparecer como pasado de moda u obsoleto, lo que no es así.
Este concepto se entiende con mayor facilidad cuando se describe el campo de aplicación actual, cuyos parámetros nominales poseen rangos muy amplios. Las tensiones de trabajo van desde unos pocos voltios hasta 132 kV; las corrientes nominales, desde unos pocos miliamperios hasta 6 kA, y las capacidades de ruptura alcanzan en algunos casos los 200 kA.
La producción anual de fusibles supera los 30 millones de unidades. Una industria de tamaño medio puede tener instalados algunos centenares de fusibles y en un automóvil moderno pueden encontrarse en uso entre 40 y 60 fusibles. La mayoría de los equipos electrónicos poseen al menos un fusible. Sus tamaños pueden ser tan pequeños como la cabeza de un fósforo de madera, y en el otro extremo, o sea para aplicaciones de alta tensión y con alta potencia de corto circuito, se encuentran fusibles cuyo peso ronda los 20 kilogramos.
Las estadísticas de producción a nivel mundial indican el crecimiento constante del mercado. Para algunos tipos de fusibles el crecimiento es muy elevado, como es el caso de los dispositivos para circuitos electrónicos de baja potencia y los elementos para uso en automóviles. En cambio, para los fusibles tradicionales (baja y media tensión, y alta capacidad de ruptura) se estima un crecimiento con menor velocidad, del orden del crecimiento de los sistemas eléctricos, que ronda el 3 % anual.
El principio de funcionamiento del fusible es muy simple: se basa en intercalar un elemento más débil en el circuito, de manera tal que cuando la corriente alcance niveles que podrían dañar a los componentes del mismo, el fusible se funda e interrumpa la circulación de la corriente. Que el elemento fusible o eslabón débil del circuito alcance la fusión no implica necesariamente que se interrumpa la corriente, siendo esta diferencia la clave para entender la tecnología involucrada en el aparentemente simple fusible.
A lo largo de los años han ido apareciendo fusibles para aplicaciones específicas, tales como proteger líneas, motores, transformadores de potencia, transformadores de tensión, condensadores, semiconductores de potencia, conductores aislados (cables), componentes electrónicos, circuitos impresos, circuitos integrados, etc. Estos tipos tan diversos de fusibles poseen características de selección muy distintas, lo que hace compleja su correcta selección.
Este rango tan amplio requiere que el usuario de fusibles posea un importante nivel de conocimientos, que no es fácil de adquirir por la falta de material informativo de fácil acceso.
Hay que considerar otro factor importante, que es la existencia de fusibles respondiendo a normalizaciones de diversos países. Cuando se habla de los sistemas de distribución de energía eléctrica, se emplean en nuestro medio fusibles de alta potencia respondiendo fundamentalmente a normas europeas, pero para la distribución de media tensión y baja potencia, se emplean elementos afines a la normalización norteamericana.
La normalización europea, en la actualidad prácticamente se ha unificado en las normas IEC (International Electrotechnical Commission), pero en nuestro medio todavía hay infinidad de dispositivos instalados cuyo origen proviene de tiempos anteriores a la unificación. La situación se empeora mucho cuando se hace referencia a los fusibles instalados en equipos, ya sean industriales, electrodomésticos o electrónicos, pues los dispositivos responden a las normas del país de origen del equipamiento.
El abanico de posibilidades de fusibles para equipos de baja tensión es prácticamente ilimitado, pudiendo afirmarse que cada país del mundo está representado con algún fusible. Frente a esta situación, la reposición del fusible es muy difícil de lograr, por lo que debe recurrirse al reemplazo por el dispositivo de características tan parecidas como sea posible, lo que nuevamente requiere de un buen nivel de conocimientos por parte del usuario.

## Historia

### Primera etapa
El fusible fue el primer componente  de protección usado en los sistemas eléctricos desde hace más de 212 años, cuyo desarrollo puede dividirse para su estudio en doce etapas. La historia de los fusibles y la primera etapa de su desarrollo comienza en el año 1674, momento en el cual se publican los resultados de la extensa investigación llevada a cabo por Rave. Estos experimentos consistían en el estudio del efecto de la electricidad sobre las plantas, animales y voluntarios humanos, para lo cual se producían corrientes elevadas mediante descargas de condensadores (botellas de vidrio recubiertas internamente y externamente con placas metálicas), protegiendo a los elementos con un conductor de baja sección. Posteriormente, fueron apareciendo artículos describiendo muchos experimentos y explicando algunas aplicaciones extremadamente simples, como por ejemplo: la protección de sistemas telegráficos, llegaron a la década de 1880.
Debe recordarse que en esos momentos se trabajaba solamente en corriente continua, por lo que además de la fusión debía producirse la rápida separación de los electrodos a fin de apagar el arco eléctrico. Los primeros diseños de fusibles eran de tipo abierto, por lo que el elemento conductor, cuando fundía era expulsado en forma de gotas, con mayor o menos violencia según la energía de corriente que lo fundía. El riesgo de incendio y de daño personal era muy elevado, con lo que se comenzó a introducir al elemento fusible en tubos de vidrio con ambos extremos abiertos, disminuyendo los riesgos citados, sin anularlos totalmente. Este tipo de fusible, no se podían tapar los extremos del tubo, ya que el resultado cuando operaba en corrientes altas, era su explosión.
En el año 1880, más precisamente el 4 de mayo, Edison presenta la primera patente sobre fusibles, con el número 227226, la cual tiene lugar en Estados Unidos, en la cual se indica que el fusible es el elemento débil del circuito, ya que la presencia de sobrecorrientes peligrosas para el circuito lo harían fundirse y cortar la circulación de corriente. En ese momento, la principal aplicación era en la protección de las costosas lámparas eléctricas, que se dañaba por la sobrecorriente y las sobretensiones que se generaban en la pobreza de los reguladores de tensión usados en esa época. El primer fusible cerrado fue patentado por W. M. Mordey en Inglaterra en el año 1890.
Siguiendo a las primeras patentes, pueden encontrarse infinidad de diseños introduciendo ideas sumamente ingeniosas, muchas de ellas en la dirección de permitir que el fusible fuera reusable, o sea, no debiera descartarse después de haber operado.
Ya en ese momento se entendió que unas de las claves de uso del fusible radicaba en su elevada confiabilidad, elemento que se ve seriamente perjudicado con los agregados necesarios para permitir que el fusible fuera re-usable. De tiempo en tiempo, aún en la actualidad, surgen ideas nuevas para alcanzar ese objetivo, pero su aplicabilidad es baja o nula, por lo cual, el elemento fusible sigue siendo descartable o de una sola operación.

### Segunda etapa
Se puede considerar que la segunda etapa comienza en el año 1906, con la publicación del libro del investigador alemán Meyer, en la cual se presenta un análisis del proceso de fusión, mucho más científico que en los artículos previos. Durante esta etapa, los investigadores dedicaron sus esfuerzos principalmente a la predicción de la relación entre el material y dimensiones de elemento fusible con el tiempo tardado por el mismo en alcanzar la fusión. Se comienza a entender el comportamiento térmico del fusible, la conducción axial y radial, el efecto de los terminales, etc. En ese momento se definió el principal parámetro de trabajo del fusible para esa época, la corriente mínima de fusión. En esa publicación se presenta la denominada constante de Meyer, valor que permite determinar el tiempo de fusión de un fusible por la densidad de corriente que lo atraviesa y en función del material empleado, bajo condiciones adiabáticas (sin intercambio de calor). En forma analítica, la constante de Meyer es el valor de la integral de la densidad de corriente elevada al cuadrado, la cual almacena en el elemento una cantidad de calor suficiente para provocar la fusión, integral que recibió el nombre de energía específica.
La idea en esa etapa de desarrollo, era en que si el elemento alcanzaba la fusión, eventualmente interrumpiría la sobrecorriente. Al poco tiempo se reconoció que cumplir con el primer requisito no siempre significaba el cumplimiento del segundo. En esa etapa, las energías liberadas por los sistemas eléctricos en casos de fallas comenzaron a superar a la capacidad del fusible para su interrupción, por lo que comenzó a ser común la explosión del fusible. El bajo nivel de conocimientos del momento sobre el proceso de interrupción, no permitía reconocer donde radicaba el problema. Era normal encontrar en los manuales de instrucciones sobre el manejo de fusibles, indicaciones que hoy parecen ridículas, como que

«el operario debía aproximarse al fusible de costado para reducir el perfil expuesto a la explosión, con el brazo izquierdo cubierto con una manga de cuero, el cual debía desplazarse hacia arriba hasta cubrir los ojos y recién operar con la mano derecha enguantada», o que «el operario solo puede operar fusibles cuando está acompañado por otro trabajador».

En esta etapa del desarrollo, los sistemas eléctricos comenzaron a migrar de corriente continua a corriente alterna, por lo que se construyen líneas de distribución de longitud importante y se empieza a elevar la tensión de trabajo, ya teniéndose sistemas con algunas decenas de kilovoltios. En esa altura de desarrollo se disponía fusibles abiertos, capaces de funcionar desde unos pocos voltios hasta los 70 kV, recibiendo el nombre de fusible de expulsión, poseyendo muy poca capacidad de interrupción de corriente.
Los dispositivos de alta tensión se instalaban en lugares solitarios y en puntos elevados del poste, para reducir el riesgo de daño por los elementos expulsados. Esto significaba que solo podía emplearse fusibles en esas tensiones para corrientes muy bajas quedando relegados a los sistemas de distribución de baja potencia y rurales.
Para la protección y operación de estos sistemas de mayor tensión, existían interruptores basados en la extinción en aceite, naciendo la idea de emplear una combinación de interruptor en aceite y fusible, denominado fusible líquido o de aceite. El elemento fusible, tensionado por un resorte, se encuentra dentro que el fusible se debilita por la temperatura alcanzada, el resorte lo corta y desplaza, alargando el arco eléctrico que se apaga en aceite. Este dispositivo, en uso durante varios años, permitía potencias de interrupción mucho mayores que las de expulsión.
La gran variedad de diseños disponibles comercialmente y las diferencias en los criterios de diseño y aplicación, condujeron a la necesidad de normalizar, momento en el cual se comienza a trabajar en las normal específicas a fin de poder garantizar uniformidad e intercambiabilidad entre fabricantes. Se aprueban normas sobre fusibles en Norteamérica, Alemania e Inglaterra, que eran los países que lideraban el desarrollo.
Se exploró la idea de colocar el elemento fusible inmerso en material de relleno, probándose con las siguientes substancias: tiza, mármol, ladrillo molido, arena, mica, carborudurm y amianto, sin alcanzar resultados concluyentes.

### Tercera etapa
La tercera etapa se considera que se inicia con el nacimiento del dispositivo denominado Fusible de potencia o fusible con material exterior con relleno, que fue introducido por investigadores alemanes durante la década de 1940. Durante esa etapa, se efectuaron extensos estudios sobre el fenómeno de extinción del arco eléctrico y la influencia del relleno, determinando que el mejor elemento extintor era y todavía lo es hoy, la arena de cuarzo. La idea del empleo de la arena de cuarzo nace de su ya difundido uso para el apagado de incendios.

### Cuarta etapa
A continuación se presentó la cuarta etapa denominada la era oscura del fusible, que fue el período en el cual se desencadenó la Segunda Guerra Mundial. En esta etapa, se produjo un rápido incremento de las energías de falla de los ya importantes sistemas eléctricos, que superó en muy corto tiempo a los desarrollos pendientes a suministrar al fusible la capacidad de ruptura para manejaras. Además, contemporáneamente se introdujo el interruptor automático magneto térmico, que como competidor amenazó seriamente, al en ese momento atrasado fusible. Esta situación se mantuvo hasta aproximadamente el año 1945, es decir, hasta finales de la Segunda Guerra Mundial, momento en el que comenzaron a aparecer nuevos e ingeniosos diseños de fusibles, con una importante variedad en distintos tipos y aplicaciones.

### Quinta etapa
La introducción de innovaciones importantes para mejorar el comportamiento del fusible marcó el inicio de la quinta etapa. Tales innovaciones son, fundamentalmente: el agregado del denominado efecto, uso de elemento fusible con reducciones de sección distribuidas, utilización de material extintor como relleno, etcétera. Tales características pusieron nuevamente al fusible en condiciones de competir con el recién llegado interruptor magnetotérmico, superándolo el fusible en lo que se refiere a capacidad de ruptura y fiabilidad. El fusible de elevada capacidad de interrupción, alcanzó niveles de tensión del orden de los 60 kV, con lo que se introdujo en el campo en el que hasta ese momento era casi exclusivo para los interruptores. Desde ese momento y hasta la actualidad, el fusible es el dispositivo con mayor capacidad volumétrica en el manejo de energía de fallas, lo que se logra con la rápida intervención, fenómenos que se denominan limitación, que significa que el fusible anula la corriente sin esperar su paso natural por cero.
Este período coincidió con la gran expansión mundial que le siguió al final de la guerra, creciendo el tamaño y la demanda de los sistemas eléctricos, dando lugar al nacimiento de grandes empresas fabricantes de fusibles, fundamentalmente en Europa y Norteamérica.

### Sexta etapa
La sexta etapa se originó con la introducción del semiconductor de estado sólido, que tuvo lugar en los comienzos de la década del 1950, si bien los semiconductores con potencias recientemente importantes vieron la luz durante la década de 1970. Los semiconductores de potencia poseen característica de operación totalmente diferentes a los sistemas eléctricos. Basada tal diferencia, fundamentalmente, en su elevada densidad de energía bajo condiciones de funcionamiento nominal y su reducida capacidad térmica. En otras palabras, los semiconductores de potencia, manejaban elevados valores de energía en muy pequeño volumen, pero poseían muy baja capacidad para soportar sobrecorrientes del tipo corto-circuito. Estas características requerían de un nuevo tipo de dispositivos protectores.
El fusible resulta muy superior a los restantes dispositivos protectores para esta tarea, función que todavía hoy sigue liderando. La adaptación del fusible tradicional, para cumplir con esta nueva función no fue rápidamente lograda, ya que inicialmente los fabricantes pre-existentes de fusibles no fueron capaces de desarrollar el fusible adecuado. Ante esta dificultad, las fábricas de semiconductores de potencia crearon sus propias divisiones de desarrollo de fusibles específicos para sus semiconductores. No obstante, en un breve espacio de tiempo los fabricantes de fusibles pudieron entender los requerimientos del semiconductor, armonizando parámetros y características, haciéndose cargo de la fabricación de los mismos. Las fábricas de fusibles pertenecientes a los fabricantes de semiconductores fueron lentamente desapareciendo, al haber tomando nuevamente los expertos el negocio en sus manos.
Desde ese momento, hasta aproximadamente la década del 1990, la velocidad del desarrollo de fusibles se redujo en gran medida, fundamentalmente debido a la fuerte posición de estos dispositivos en los sistemas eléctricos. En ese período, no se produjo ninguna innovación excepcional en el desarrollo de los fusibles, salvo la habilidad de realizar estudios analíticos muchos más precisos empleando el poder de las computadoras y técnicas de análisis tales como las de elementos finitos, diferencias finitas, Transmission Line Network, etcétera. Tales estudios analíticos, permitieron comprender mejor el funcionamiento y facilitaron la optimización de las dimensiones y materiales empleados en los dispositivos. Además no debe olvidarse la política comercial sumamente agresiva y muchas veces con poco fundamento técnico de los fabricantes de interruptores termo-magnéticos de baja tensión, que son presentados como la panacea de los dispositivos de protección.

### Séptima etapa
En la década del 1990 se inicia la séptima etapa de desarrollo de fusibles, que se puede considerar como generada por el denominado Fusible Delgado. Uno de los campos de aplicación más difícil del fusibles es para corrientes nominales bajas, del orden desde las fracciones de amperes hasta no más de 10 A. Para operar adecuadamente con estas corrientes nominales, el elemento fusible debe poseer dimensiones tan pequeñas, que lo vuelven inmanejable en el armado, desde el punto de vista mecánico. Aparece así el denominado Fusible en Sustrato, que consiste en el material conductor depositado sobre una placa de aislante, similar a los circuitos impresos ampliamente desarrollados para el armado de los dispositivos electrónicos. Se emplean varias técnicas de deposición del material conductor, como es la fotográfica y ataque por ácido empleada en los circuitos impresos, deposición en vacío usada en las plateados de materiales no conductores, máscara permeable aplicada en el etiquetado, etc. Como sustrato se utiliza alúmina, ailicio, mica, etc. En la actualidad se encuentran en desarrollo, fusibles de dimensiones aun menores, denominados fusibles litográficos, ya que se obtienen por el conocido método de offset, empleando sustrato muy delgado y flexible. La necesidad de fusibles de bajo tamaño es cada vez mayor, por la miniaturización de la electrónica, pudiendo afirmar que cada equipo electrónico moderno posee en la actualidad uno o más fusibles, como por ejemplo los teléfonos móviles, las cámaras fotográficas digitales, filmadoras, etc. Otro campo de muy alto desarrollo actual fusible para automotores, debido al agregado cada vez mayor de electrónica y electricidad en el automóvil. Éste, totalmente eléctrico o simplemente híbrido, contiene muchísimos circuitos eléctricos y con ellos un gran número de fusibles. El próximo desarrollo que se espera de fusibles, que daría lugar a la próxima etapa, es el agregado de capacidad o habilidad de toma de decisiones o de adaptación, que haría que su operación sea modificada por condiciones de trabajo independientemente de la magnitud de la corriente. Dando así lugar al denominado fusible inteligente, del que ya se están produciendo algunos avances todavía incipientes y muy protegidos por sus posibilidades de ser patentados.

## Definiciones
- Características nominales: Términos generales para designar cada una de las magnitudes características que definen en conjunto las condiciones de funcionamiento para las que ha sido diseñado el dispositivo y a partir de las cuales se determinan las condiciones de ensayo.

- Corriente presunta de un circuito: Corriente que fluiría en un circuito si el cortacircuito fuera reemplazado por una lámina de impedancia despreciable, sin ningún otro camino ni en el circuito ni en la fuente.

- Corriente presunta de ruptura: La corriente presunta correspondiente al instante de iniciación del arco durante la operación de ruptura.

- Capacidad de ruptura: Corriente presunta de ruptura que un fusible es capaz de interrumpir en las condiciones prescritas.

- Corriente de ruptura límite El valor máximo instantáneo alcanzado por la corriente durante la operación de ruptura del fusible, cuando opera en forma de evitar que la corriente alcance el valor máximo al que llegaría en ausencia del cortacircuito.

- Tiempo de pre-arco: Lapso entre el comienzo de la circulación de una corriente suficiente como para fundir a los elementos fusibles y el instante en que se inicia el arco.

- Tiempo de operación: Suma del tiempo de pre-arco y el tiempo de arco.

- Integral de Joule (I² t): La integral del cuadrado de la corriente presunta de ruptura.

- Tiempo virtual: I² t dividido por el cuadrado de la corriente presunta de ruptura.

- Tensión de restablecimiento: Tensión que aparece entre bornes de un cortacircuito después de la ruptura de la corriente.

- Tensión de ruptura: Valor máximo de la tensión, expresado en valor de cresta, que aparece entre los bornes del cortacircuito durante la operación del fusible.

## Clasificación
Los fusibles pueden clasificarse empleando diversas características constructivas u operativas, existiendo numerosos antecedentes con distintos criterios. Por ejemplo si se dividen sobre la base de su propiedad de ser reutilizables, se pueden clasificar en:
- Descartable, no es posible reutilizarlos una vez que actúan, deben reemplazarse.
- Renovable, se pueden reutilizar más de una vez sin necesidad de reemplazarlos (por ejemplo los fusibles reseteables de TE Connectivity: PolySwitch[1]).
- Inteligente, se reutiliza solo la porción no usada.

## Tipos de fusibles

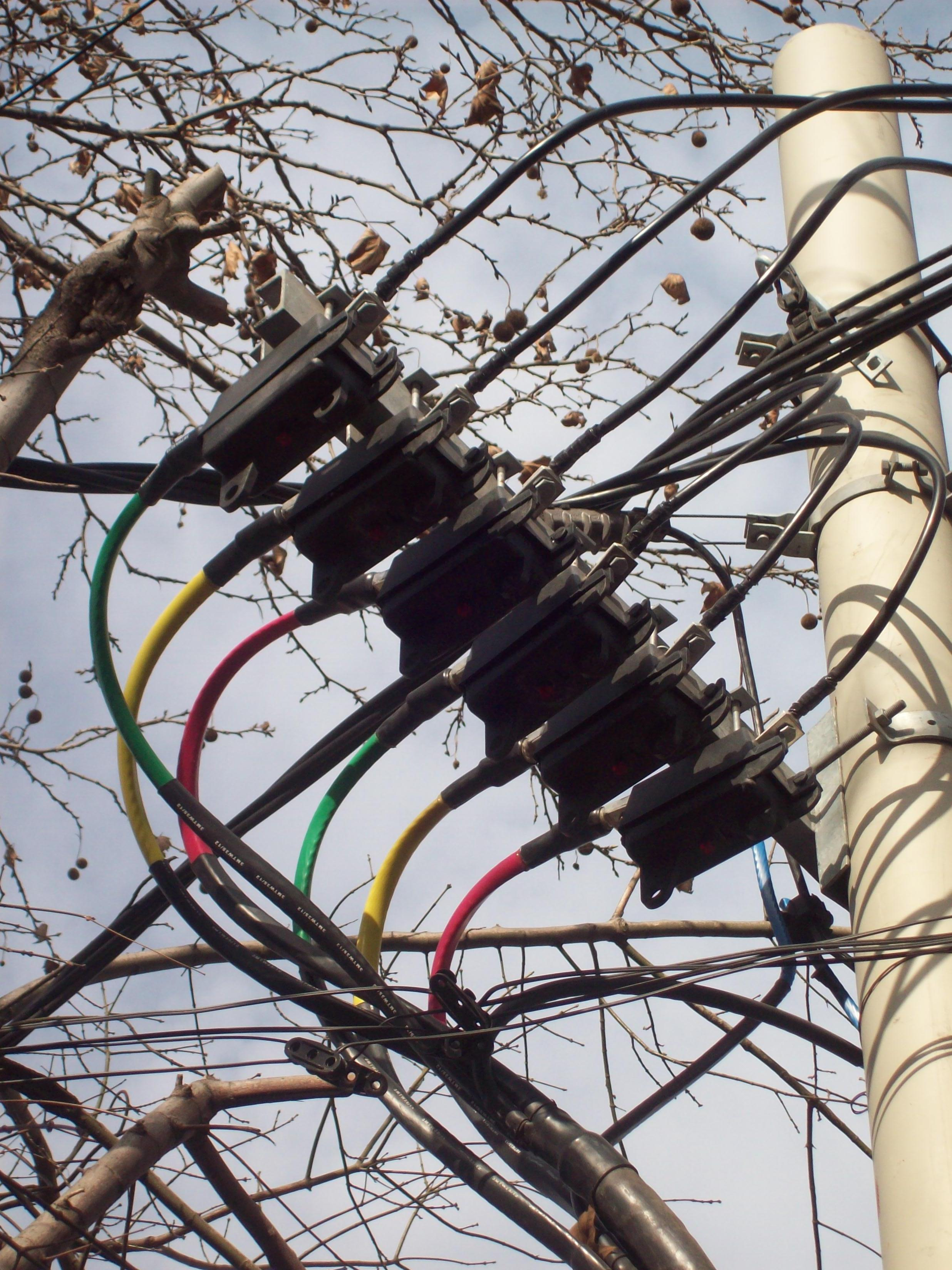
Fusibles de pólvora de baja tensión en un poste en plena calle.

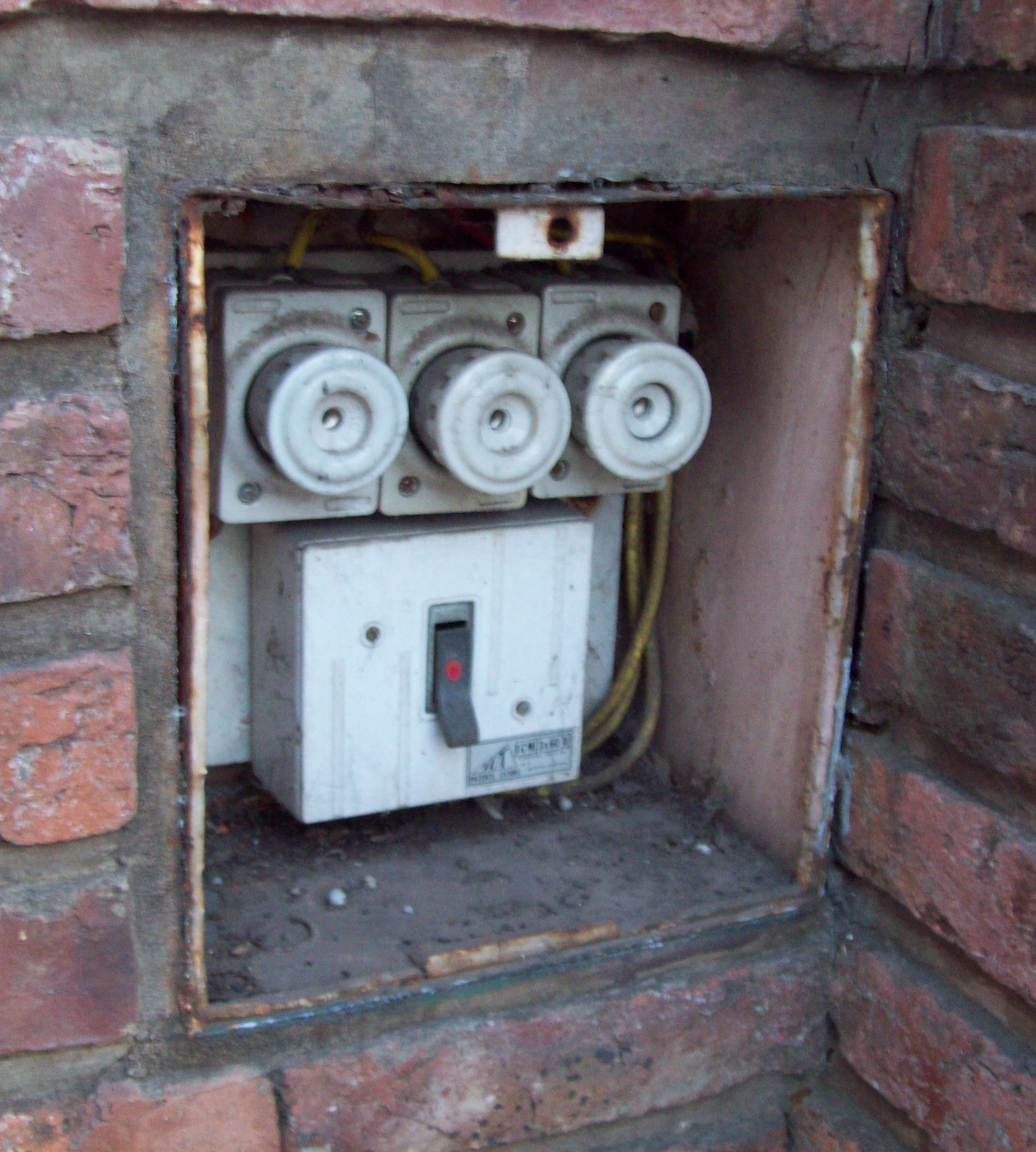
Tres fusibles de rosca para proteger la instalación eléctrica de una residencia.

Se pueden clasificar según su tamaño y en función de su clase de servicio.

### Según el formato
- Cartuchos cilíndricos:
  - Tipo CI00, de 8,5 × 31,5 mm, para fusibles de 1 a 25 A.
  - Tipo CI0, de 10 × 38 mm, para fusibles de 2 a 32 A.
  - Tipo CI1, de 14 × 51 mm, para fusibles de 4 a 40 A.
  - Tipo CI2, de 22 × 58 mm, para fusibles de 10 a 100 A.

- Fusibles tipo D:
  - Tamaño de 25 A, para fusibles de 2 a 25 A.
  - Tamaño de 63 A, para fusibles de 35 y 50 A.
  - Tamaño de 100 A, para fusibles de 80 y 100 A.

- Fusibles tipo D0:
  - Tipo D01, para fusibles de 2 a 16 A.
  - Tipo D02, para fusibles de 2 a 63 A.
  - Tipo D03, para fusibles de 80 y 100 A.
  - Fusible D02, 63 A.

- Fusibles tipo de cuchillas o también llamados NH de alto poder de ruptura (APR):
  - Tipo CU0, para fusibles desde 50 hasta 1250 A.
  - Tipo CU1, para fusibles desde 160 hasta 250 A.
  - Tipo CU2, para fusibles desde 250 hasta 400 A.
  - Tipo CU3, para fusibles desde 500 y 630 A.
  - Tipo CU4, para fusibles desde 800 hasta 1250 A.

Otra denominación de los fusibles de cuchillas o NH:
- - Tamaño 00 (000), 35 a 100 A
  - Tamaño 0 (00), 35 a 160 A
  - Tamaño 1, 80 a 250 A
  - Tamaño 2, 125 a 400 A
  - Tamaño 3, 315 a 630 A
  - Tamaño 4, 500 a 1000 A
  - Tamaño 4a, 500 a 1250 A

### Según la clase de servicio
En cuanto a la clase de servicio, los fusibles vienen designados mediante dos letras; la primera nos indica la función que va a desempeñar, la segunda el objeto a proteger:
Primera letra. Función.
- Categoría “g” (general purpose fuses) fusibles de uso general.
- Categoría “a” (accompanied fuses) fusibles de acompañamiento.

Segunda letra. Objeto a proteger.
- Objeto “I”: Cables y conductores.
- Objeto “M”: Aparatos de conexión.
- Objeto “R”: Semiconductores.
- Objeto “B”: Instalaciones de minería.
- Objeto “Tr”: Transformadores.

La combinación de ambas letras nos da múltiples tipos de fusibles. Se indican los más habituales o utilizados:
- Tipo gF: Fusible de fusión rápida. Protege contra sobrecargas y cortocircuitos.
- Tipo gT: Fusible de fusión lenta. Protege contra sobrecargas sostenidas y cortocircuitos.
- Tipo gB: Fusibles para la protección de líneas muy largas.
- Tipo aD: Fusibles de acompañamiento de disyuntor.
- Tipo gG/gL: Norma CEI 269-1, 2, 2-1. Es un cartucho limitador de la corriente empleado fundamentalmente en la protección de circuitos sin puntas de corriente importantes, tales como circuitos de alumbrado, calefacción, etc.
- Tipo gI: Fusible de uso general. Protege contra sobrecargas y cortocircuitos, suele utilizarse para la protección de líneas aunque se podría utilizar en la protección de motores.
- Tipo gR: Semiconductores.
- Tipo gII: Fusible de uso general con tiempo de fusión retardado.
- Tipo aM: Fusibles de acompañamiento de motor, es decir, para protección de motores contra cortocircuitos y por tanto deberán ser protegido el motor contra sobrecargas con un dispositivo como podría ser el relé térmico.

En general cuando se funde un fusible por la causa que sea el resto de los fusibles que no han fundido muy posiblemente hayan perdido las características de fábrica al ser atravesados por corrientes y tensiones que no son las nominales, es por eso que en un sistema trifásico cuando funde un fusible lo correcto es cambiar los tres así como en un sistema monofásico lo correcto es cambiar ambos fusibles cuando uno de ellos ha fundido.
Fusible NH con su maneta de extracción.
Al cambiar los fusibles NH utilizar siempre la maneta y NO utilizar los alicates universales para retirar estos fusibles y menos con tensión.
Los fusibles de cuchillas o los de cartucho pueden llevar percutor y/o indicador de fusión, el percutor es un dispositivo mecánico que funciona cuando funde el fusible que hace moverse un percutor que generalmente acciona un contacto que señaliza la fusión del fusible y/o actuar una alarma.
Fusible utilizado en instalaciones ferroviarias, el punto rojo que se ve arriba es el percutor que en caso de fundir sobresaldría, encima de este percutor se alojaría el contacto que acciona la señal de fusible fundido. Foto viatger.
El indicador de fusión es una especie de círculo que salta cuando el fusible ha fundido, el color indica el amperaje según la siguiente tabla:
- Rosa = 2 A
- Marrón = 4 A
- Verde = 6 A
- Rojo = 10 A
- Negro = 13 A
- Gris = 16 A
- Azul = 20 A
- Amarillo = 25 A
- Negro = 32, 35 ó 40 A
- Blanco = 50 A
- Cobre = 63 A
- Plata = 80 A
- Rojo = 100 A

Existen muchos tipos de fusibles, vamos a repasar los más importantes:
- Fusibles cilíndricos de vidrio que se suelen utilizar como protectores en receptores como electrodomésticos, radios, fuentes de alimentación, centralitas detectoras de incendios, etc.

Cuando se cambian estos fusibles se deben sustituir por otro de las mismas características, no tan solo se debe mirar la tensión y amperaje que soporta además se debe tener en cuenta la letra que lleva antes del amperaje porque según cual sea la letra (F, FF, T, etc.) el fusible es más o menos rápido en su fusión. Ejemplo: si sustituimos un fusible de tipo T o TT por otro igual pero de apertura más rápida (F ó FF), el resultado será normalmente la fusión inmediata en el momento de energizar el equipo que incorpora el fusible, sin que haya avería alguna.
Tabla fusibles de vidrio. Letras indicadoras del comportamiento a la fusión del fusible.
La norma o estándar IEC 60127 indica cinco tipos de fusibles, en función de la característica tiempo/corriente, definiendo cada tipo de acuerdo con el tiempo requerido para cortar diez veces la corriente nominal:
FF = (Fast, fast) muy rápido. Tiempo de actuación inferior a 1 ms
F = (Fast) rápido. Tiempo de actuación entre 1 y 10 ms
M= retardo medio
T= retardado (Slow Blow). Tiempo de actuación entre 10 y 100 ms
TT= ultra retardado o muy lento. Tiempo de actuación entre 100 ms y 1 segundo
- Fusibles para vehículos. En los fusibles para vehículos normalmente viene indicado en el manual de entretenimiento del coche cuales son los amperajes que deben ir en cada circuito no obstante el amperaje se indica mediante un código de colores:
  - Marrón = 5 A
  - Rojo = 10 A
  - Azul = 15 A
  - Amarillo = 20 A
  - Incoloro = 25 A
  - Verde = 30 A

- Fusibles para semiconductores.

- Fusible de expulsión para alta tensión.

- Diferentes representaciones del fusible según diversas normas.

- Fusibles HH de alto poder de ruptura (APR) para alta tensión.

- Fusible de 10 A plano para modelo Metrópoli, aunque quedan aún instalados se tiende a su sustitución. Foto viatger.

- Diversos tipos de fusibles utilizados en instalaciones ferroviarias. Foto viatger.